# Victor Benjamin Neuburg
Victor Benjamin Neuburg (* 6. Mai 1883 in Islington; † 31. Mai 1940 in London) war ein englischer Dichter und Schriftsteller. Er schrieb auch über die Themen Theosophie und Okkultismus. Er arbeitete mit Aleister Crowley zusammen und war Herausgeber der frühen Werke von Pamela Hansford Johnson und Dylan Thomas.

## Frühes Leben
Neuburg wuchs in einer bürgerlichen jüdischen Familie auf Sein Vater, Carl Neuburg, der 1857 in Pilsen, Böhmen, geboren wurde und Kommissionär mit Sitz in Wien war, verließ die Familie kurz nach der Geburt seines Sohnes. Victor wurde von seiner Mutter, Jeanette Neuburg, geb. Jacobs (1855–1939), und ihren Schwestern aufgezogen. Er studierte mittelalterliche und moderne Sprachen an der City of London School und dem Trinity College (Cambridge).

## Beziehung zu Aleister Crowley
1908 kam Neuburg durch John Frederick Charles Fuller (1878–1966) in Kontakt mit Crowley, ebenfalls einem Dichter, der einige von Neuburgs Werken im Agnostic Journal gelesen hatte. Crowley beschrieb ihn als einen Agnostiker, Vegetarier, Mystiker und Tolstojaner. Einer, der sich weigerte, einen Hut zu tragen, und der sich nicht wusch. Aber auch als einen der gutmütigsten Menschen mit dem außergewöhnlichsten Lachen, das er je erlebt hatte. Crowley initiierte Neuburg in seinen magischen Orden, die A∴A∴, in dem er den magischen Namen „Frater Omnia Vincam (ich werde alles besiegen)“ erhielt. Crowley begann eine sexualmagische Beziehung mit Neuburg. 1909 gingen Crowley und Neuburg nach Algerien. Sie machten sich auf den Weg in die Wüste, wo sie eine Reihe von Ritualen auf der Grundlage des henochischen Systems von John Dee durchführten, die später in Die Vision und die Stimme: Liber CDXVIII niedergeschrieben wurden Inmitten dieser Rituale stellte Crowley die Ideen von Sex und Magie zusammen und führte sein erstes „Sex Magick“-Ritual durch. Neuburgs Gedichtsammlung The Triumph of Pan (1910) stammt kurz nach diesen Ereignissen und zeigt den deutlichen Einfluss von Crowley.
Crowley war sehr beeindruckt von Neuburgs poetischem Talent:

„...in den nächsten Jahren erzeugte er einige der feinsten Dichtkunst, mit der England sich brüsten kann. Er hatte eine außerordentliche Feinfühligkeit des Rhythmus, einen unvergleichlichen Sinn für Wahrnehmung, eine unvergleichliche Reinheit und Intensität der Leidenschaft und eine bemerkenswerte Beherrschung der englischen Sprache.“

Zurück in London zeigte Neuburg Potenzial als Tänzer, so dass Crowley ihm eine Hauptrolle in seinen Proto-Performance-Kunstwerk Rites of Eleusis gab. 1914 schlossen sich Crowley und Neuburg erneut zu einem sexuellen magischen Ritual zusammen, die als „the Paris Working“ bekannt wurde.

## Die Weinpresse und The Poet’s Corner
Ab 1916 diente Neuburg in der britischen Armee. Nach dem Ende des Ersten Weltkrieges zog er nach Steyning in West Sussex, wo er eine kleine Zeitung leitete, die Weinpresse. 1920 veröffentlichte er unter dem Titel Lillygay eine Sammlung von Balladen und anderen Versen. Viele davon wurden aus früheren Balladensammlungen übernommen. 1923 vertonte Peter Warlock fünf dieser Verse unter demselben Titel.
Ab 1933 gab Neuburg in einer britischen Zeitung, dem Sunday Referee, eine Rubrik mit dem Titel The Poet’s Corner heraus. Hier förderte er den Nachwuchs durch die Vergabe von wöchentlichen Preisen. Ein Preis ging an den damals unbekannten Dylan Thomas und der Herausgeber des Sunday Referee sponserte Thomas’ erstes Buch.

## Späteres Leben
Neuburg heiratete Kathleen Rose Goddard 1921. Die Ehe wurde schließlich aufgelöst. Sie hatten einen Sohn, Victor Edward Neuburg (1924–1996), der Schriftsteller für englische Literatur wurde.
Neuburg begann später eine Beziehung mit Runia Tharpe und zog nach Swiss Cottage, um mit ihr zusammenzuleben.
1937 reichte Jean Overton Fuller ein Gedicht bei „The Poet’s Corner“ ein und wurde in Neuburgs Kreis aufgenommen, um schließlich sein Biograph zu werden.
Victor Benjamin Neuburg starb mit 57 an Tuberkulose.

## Werke
- The Green Garland (1908)
- The Triumph of Pan, London: Equinox (1910)
- Lillygay: An Anthology of Anonymous Poems, Steyning: Vine Press (1920)
- Swift Wings: Songs in Sussex, Steyning: Vine Press (1921)
- Songs of the Groves, Steyning: Vine Press (1921)
- Larkspur: A Lyric Garland, Steyning: Vine Press (1922)